# 加加美高浩
加加美高浩（日语：／ Kagami Takahiro，1962年2月6日—），日本男性動畫師、人物設計師。出身於神奈川縣横濱市。以前經歷夢太公司（TYO動畫被吸收後的公司）、Studio Cockpit，目前隸屬於Studio潮風。

## 人物
加加美高浩是一位強調手繪的動畫師，擅長手繪人物的表現和演出。這是因為本身對小時候看李小龍電影中手部的動作印象深刻，從那時起就在他畫的角色中採用了這一點。
尊敬的動畫師是荒木伸吾。

## 參加作品

### 電視動畫
1983年
- 騎士愛我（日语：愛してナイト）（動畫）
- 停止!! 雲雀（動畫）

1984年
- Gu-Gu甘莫（日语：Gu-Guガンモ）（動畫）
- 高帽子的梅莫兒（動畫）

1988年
- 鬥將!! 拉麵男（原畫）

1989年
- 魔法使莎莉 (1989年版)（作畫監督）

1990年
- 新仙魔大戰（原畫）
- 神通小精靈（原畫）

1991年
- 蓋特機器人號（作畫監督）

1993年
- GS美神（作畫監督、原畫）
- 灌籃高手（作畫監督）
- 美少女戰士（原畫）

1994年
- 橘子醬男孩（作畫監督、原畫）

1995年
- 近所物語（作畫監督）
- 天地無用！（原畫）
- 守護天使莉莉佳（原畫）

1996年
- 靈異教師神眉（作畫監督、原畫）

1997年
- 甜心戰士F（作畫監督、原畫）

1998年
- 丸少爺（原畫）
- 女惡魔人（原畫）
- 神奇寶貝（原畫）

1999年
- 此時此刻的我（作畫監督）
- 仙界傳 封神演義（作畫監督、作畫監督補佐、原畫）

2000年
- 遊☆戲☆王 怪獸之決鬥（古代篇人物設定、怪獸設定、作畫監督、構圖、原畫、第5期OP&ED作畫監督、原畫）

2004年
- 十兵衛2 -西貝利亞柳生的逆襲-（原畫）
- 烏龍派出所（原畫）
- 遙遠時空 ～八葉抄～（作畫監督）
- 名偵探柯南（作監補助、原畫）

2005年
- 蟲師（作畫監督、原畫）

2006年
- 鍵姬物語 永久愛麗絲輪舞曲（日语：鍵姫物語 永久アリス輪舞曲）（OP原畫）
- 遊☆戲☆王 怪獸之決鬥ALEX（怪獸設定）[注 1]
- 死亡筆記本（總作畫監督、作畫監督、原畫、第2期ED作畫監督）
- 我們的存在（原畫）

2007年
- 威爾貝魯物語 ～威爾貝魯的姐妹～（原畫）
- 鐵馬少年（原畫）
- 夢之玉奇談（原畫）

2008年
- 再造人卡辛 Sins（日语：キャシャーン Sins）（原畫）
- 楚楚可憐超能少女組（主要人物設定[3]、總作畫監督、作畫監督、原畫、第4期ED分鏡&演出、第1期&第2期OP作畫監督、第3期&第4期ED作畫監督、第1期OP原畫、第4期ED原畫）

2009年
- 只想告訴你（原畫）
- 遊☆戲☆王5D's（序幕原畫）

2010年
- 學園默示錄 HIGHSCHOOL OF THE DEAD（作畫監督補佐、原畫）
- 黑執事II（原畫）

2011年
- 轉吧！企鵝罐（作畫監督、原畫）
- 未來日記（原畫）

2013年
- 翠星上的加爾岡緹亞（作畫監督）
- 召喚惡魔Z（作畫監督）
- 魯邦三世 princess of the breeze ～被隱藏的空中都市～（日语：ルパン三世 princess of the breeze 〜隠された空中都市〜）（人物設定、總作畫監督）

2014年
- 銀之匙 Silver Spoon（原畫）
- 蟲師 續章（作畫監督、原畫、第二原畫）
- 遊☆戲☆王ZEXAL（作畫監督、原畫）

2016年
- 時間飛船24（總作畫監督、作畫監督、原畫）

2017年
- KiraKira☆光之美少女 A La Mode（原畫）
- 我的英雄學院（第2期ED2原畫）
- 巴哈姆特之怒 VIRGIN SOUL（作畫監督）

2018年
- BANANA FISH（作畫監督、原畫）

2021年
- SK∞（動作作畫監督、原畫）

2024年
- Bucchigiri?!（日语：ぶっちぎり?!）（人物設定、總作畫監督、作畫監督）[4]

2025年
- 魔法使光之美少女!! ～MIRAI DAYS～（ED原畫）
- 靈異教師神眉 (2025年版)（作畫監督）

### 電影動畫
1986年
- 變形金剛大電影（原畫）

1993年
- 三國志 第二部 燃燒的長江！（原畫）

1994年
- 劇場版 GS美神（原畫）
- 劇場版 灌籃高手（日语：スラムダンク (1994年の映画)）（作畫監督補佐）

1997年
- 靈異教師神眉：恐怖的暑假！妖海傳說（原畫）

1998年
- 銀河鐵道999：永恒幻想（人物設定、作畫監督）

2004年
- 魔法少年賈修：第101個魔物（原畫）

2005年
- 劇場版 光之美少女 Max Heart（原畫）
- 魔法少年賈修：機械巴爾漢來襲（原畫）
- ONE PIECE 祭典男爵與神祕島（原畫）

2007年
- 劇場版 Yes！光之美少女5：鏡之國的奇蹟大冒險！（原畫）

2010年
- 10th週年劇場版 遊戲王 ～超融合！跨越時空的羈絆～（人物設定、怪獸設定、總作畫監督、作畫監督）

2012年
- 劇場版 BLOOD-C The Last Dark（作畫監督、原畫）
- ONE PIECE FILM Z（作畫監督）

2016年
- 遊戲王：次元的黑暗面（人物設定、總作畫監督、原畫、動畫）

2020年
- 尋找小魔女DoReMi（作畫監督協力）
- 喬瑟與虎與魚群（原畫）

### OVA
1986年
- 湘南爆走族（作畫監督、作畫監督輔佐、原畫）

1988年
- 哭泣殺神（原畫）
- 遠山櫻宇宙帖 那傢伙的名字叫哥魯德（日语：遠山桜宇宙帖 奴の名はゴールド）（原畫）

1989年
- 哭泣殺神2 風聲鶴唳（原畫）
- 高校太保（日语：ビー・バップ・ハイスクール）（原畫）

1990年
- 吸血鬼戰爭（原畫）
- 哭泣殺神3 比翼連理（原畫）
- 花之飛鳥組！2 孤獨的貓大逃殺（日语：花のあすか組!#OVA2）（作監補、原畫）

1998年
- 翡翠皇后（日语：クイーン・エメラルダス）（原畫）
- 靈異教師神眉（OP&ED原畫）

1999年
- 靈異教師神眉 史上最大激戰！絕鬼來襲!!（人物設定、作畫監督、原畫）

2000年
- 快打旋風ZERO THE ANIMATION（原畫）

2001年
- 安琪莉可 ～從聖地獻上愛～（日语：アンジェリーク トロワ）（原畫）

2003年
- 動畫製作進行黑美2（日语：アニメーション制作進行くろみちゃん）（原畫）
- HUNTER×HUNTER GREED ISLAND（原畫）

2004年
- 安琪莉可（日语：アンジェリーク）（OP原畫）

2010年
- 楚楚可憐超能少女組 ～引人覬覦！被奪走的未來？～（人物設定、作畫監督）

2011年
- 聖鬥士星矢 THE LOST CANVAS 冥王神話 第2章（作畫監督、作畫監督補佐、原畫）

2014年
- 召喚惡魔（作畫監督）

### 遊戲
1992年
- 魔法少女Silky Lip（日语：魔法の少女シルキーリップ）（原畫）

### 包裝插圖
1994年
- 電影漫畫 椎名高志 原作《GS美神2》（小學館SSC視覺精選）[5]

2003年
- CD 銀河鐵道999 JAZZ[6]

2009年
- 銀河鐵道999 劇場版Blu-ray Disc Box[7]

2022年
- 壽屋 塑料模型 黑魔導女孩、黑魔術女孩[8]

2023年
- 萬代南夢宮 塑料模型 Figure-rise Standard Amplified 青眼白龍[9]

### 其它
- 壽屋 可動繪圖模型 ARTIST SUPPORT ITEM 手模型（監修）

## 著書
- （2019年11月9日初版發行，SB Creative ISBN 978-4-7973-9985-1）
- （2022年1月20日初版發行，SB Creative ISBN 978-4-8156-0567-4）

## 腳註

## 相關項目
- 日本動畫師列表（日语：アニメ関係者一覧）

## 外部連結
- 加加美高浩的X（前Twitter） （日語）